# Serguei Pavlóvitx
Serguei Pavlóvitx   (Orlovski, 13 de maig de 1992) és un lluitador rus d'arts marcials mixtes. Va ser campió mundial de pes pesant de Fight Nights Global i actualment competeix a la divisió de pes pesant en el Campionat de Lluita Ultimate (UFC). A 6 de desembre de 2022 era el número 3 del rànquing de pes pesant de la UFC.
Pavlóvitx va néixer l'any 1992 al poble d'Orlovski, a l'óblast de Rostov. Amb 5 anys, Pavlóvitx va començar en la lluita grecoromana sota la direcció de l'entrenador Alexander Fedorovich Aloyan. Després de servir a l'exèrcit, va començar a lluitar cos a cos i combatre el sambo.

## Campionats i èxits

### Arts marcials mixtes
- Ultimate Fighting Championship
  - Actuació de la nit (tres vegades) contra. Marcelo Golm, Shamil Abdurakhimov, i Tai Tuivasa.[3][4][5]
- Fight Nights Global
  - Campió mundial de pes pesant de Fight Nights (una vegada).[6][7]
    - Una defensa del títol amb èxit
- MMAjunkie.com
  - Nocaut del mes de desembre de 2022 contra Tai Tuivasa.[8]

## Informació personal
Pavlóvitx es considera el lluitador de MMA amb l'índex d'Ape més gran, de +9,0".
| Guanyat | 17–1 | Tai Tuivasa           | KO (cops de puny)           | UFC on ESPN: Thompson vs. Holanda                        | 3 desembre 2022  | 1 | 0:54 | Orlando, Florida, Estats Units | Actuació de la Nit                                                                 |
| Guanyat | 16–1 | Derrick Lewis         | TKO (cops de puny)          | UFC 277                                                  | 30 juliol 2022   | 1 | 0:55 | Dallas, Texas, Estats Units    |                                                                                    |
| Guanyat | 15–1 | Shamil Abdurakhimov   | TKO (cops de puny)          | UFC Fight Night: Volkov vs. Aspinall                     | 19 març 2022     | 1 | 4:03 | Londres, Anglaterra            | Actuació de la Nit                                                                 |
| Guanyat | 14–1 | Maurice Greene        | TKO (cops de puny)          | UFC Fight Night: Maia vs. Askren                         | 26 octubre 2019  | 1 | 2:11 | Kallang, Singapur              |                                                                                    |
| Guanyat | 13–1 | Marcelo Golm          | KO (per cop de puny)        | UFC Fight Night: Overeem vs. Oleinik                     | 20 abril 2019    | 1 | 1:06 | Sant Petersburg, Rússia        | Actuació de la Nit                                                                 |
| Perdut  | 12–1 | Alistair Overeem      | TKO (cops de puny)          | UFC Fight Night: Blaydes vs. Ngannou 2                   | 24 novembre 2018 | 1 | 4:21 | Beijing, Xina                  |                                                                                    |
| Guanyat | 12–0 | Kirill Sidelnikov     | TKO (cops de puny)          | Fight Nights Global 79                                   | 19 novembre 2017 | 1 | 2:45 | Penza, Rússia                  | Campionat de pes pesat FNG                                                         |
| Guanyat | 11–0 | Mikhail Mokhnatkin    | Decisió (unànime)           | Fight Nights Global 68                                   | 2 juny 2017      | 5 | 5:00 | Sant Petersburg, Rússia        | Va guanyar el campionat inaugural de pes pesat FNG. Final del Gran Premi pes pesat |
| Guanyat | 10–0 | Alexei Kudin          | Decisió (unànime)           | Fight Nights Global 54                                   | 16 novembre 2016 | 3 | 5:00 | Sant Petersburg, Russia        | Semifinals del Gran Premi de pes pesat                                             |
| Guanyat | 9–0  | Akhmedshaikh Gelegaev | TKO (genoll i cops de puny) | Fight Nights Global 51                                   | 25 setembre 2016 | 1 | 3:35 | Kaspiysk, Russia               |                                                                                    |
| Guanyat | 8–0  | Chaban Ka             | TKO (cops de puny)          | Fight Nights Global 50                                   | 17 juny 2016     | 1 | 1:54 | Sant Petersburg, Russia        |                                                                                    |
| Guanyat | 7–0  | Magomedbag Agaev      | Decisió (unànime)           | Fight Nights Global 46                                   | 29 abril 2016    | 3 | 5:00 | Moscou, Russia                 |                                                                                    |
| Guanyat | 6–0  | Ruben Wolf            | TKO (cops de puny)          | EFN: Fight Nights Moscou                                 | 11 desembre 2015 | 1 | 2:02 | Moscou, Russia                 |                                                                                    |
| Guanyat | 5–0  | Sultan Murtazaliev    | TKO (cops de puny)          | EFN: Fight Nights Dagestan                               | 25 setembre 2015 | 1 | 0:59 | Kaspiysk, Russia               |                                                                                    |
| Guanyat | 4–0  | Vladimir Daineko      | KO (per cop de puny)        | Fight Nights: Sochi                                      | 31 juliol 2015   | 1 | 0:24 | Sochi, Russia                  |                                                                                    |
| Guanyat | 3–0  | Ilja Škondrič         | TKO (cops de puny)          | Full Fight 1: Eslovàquia i República Txeca contra Rússia | 30 maig 2015     | 1 | 1:15 | Banská Bystrica, Slovakia      |                                                                                    |
| Guanyat | 2–0  | Sergey Buinachev      | TKO (cops de puny)          | Fight Nights: Copa de Moscou                             | 21 març 2015     | 1 | 0:20 | Moscou, Russia                 |                                                                                    |
| Guanyat | 1–0  | Alexander Derevyanko  | TKO (cops de puny)          | Fight Nights: Batalla de Moscou 18                       | 20 desembre 2014 | 1 | 3:52 | Moscou, Russia                 | Debut en pes pesat                                                                 |

Font de la informació de la taula.